# Campeonato Ecuatoriano de Fútbol 1959
El Campeonato Ecuatoriano de Fútbol 1959 fue la 3.ª edición del Campeonato nacional de fútbol profesional en Ecuador. Este torneo fue cancelado por segunda vez consecutiva, por lo que no hubo campeón, ni subcampeón sino ha sido declarado desierto por segunda vez consecutiva.

## Equipos participantes
| Nombre del club           | Ciudad    | Estadio               | Capacidad     | Vía de clasificación                    |
| ------------------------- | --------- | --------------------- | ------------- | --------------------------------------- |
| Sociedad Deportiva Aucas  | Quito     | El Ejido              | 20.000        | Campeón de la Copa Interandina 1959     |
| Sociedad Deportiva España | Quito     | El Ejido              | 20.000        | Subcampeón de la Copa Interandina 1959  |
| Club Deportivo Everest    | Guayaquil | George Capwell Modelo | 11.000 42.000 | Subcampeón de la Copa de Guayaquil 1959 |
| Club Sport Patria         | Guayaquil | George Capwell Modelo | 11.000 42.000 | Campeón de la Copa de Guayaquil 1959    |

## Equipos por ubicación geográfica
| Provincia | N.º | Equipos            |
| --------- | --- | ------------------ |
| Guayas    | 2   | - Everest - Patria |
| Pichincha | 2   | - Aucas - España   |

| Everest Patria España Aucas |